# ادوار وویار
ادوار وویار (فرانسوی: Édouard Vuillard‎؛ ۱۱ نوامبر ۱۸۶۸ – ۲۱ ژوئن ۱۹۴۰) نقاش و گراورساز اهل فرانسه و عضو گروه نبی‌ها بود.

## نگارخانه

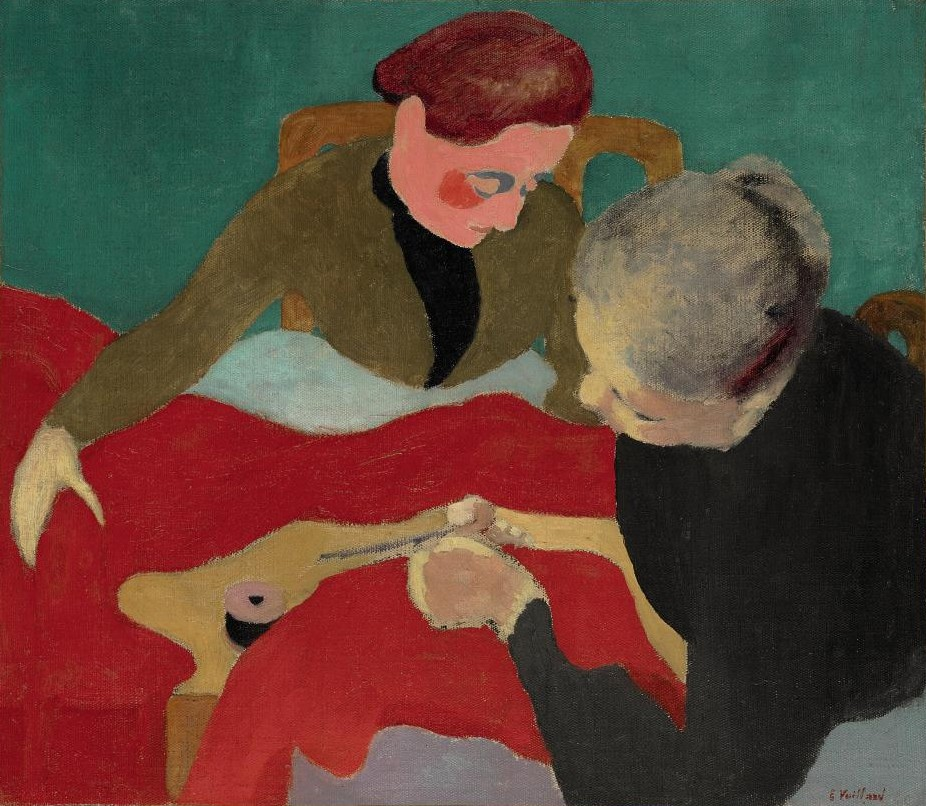
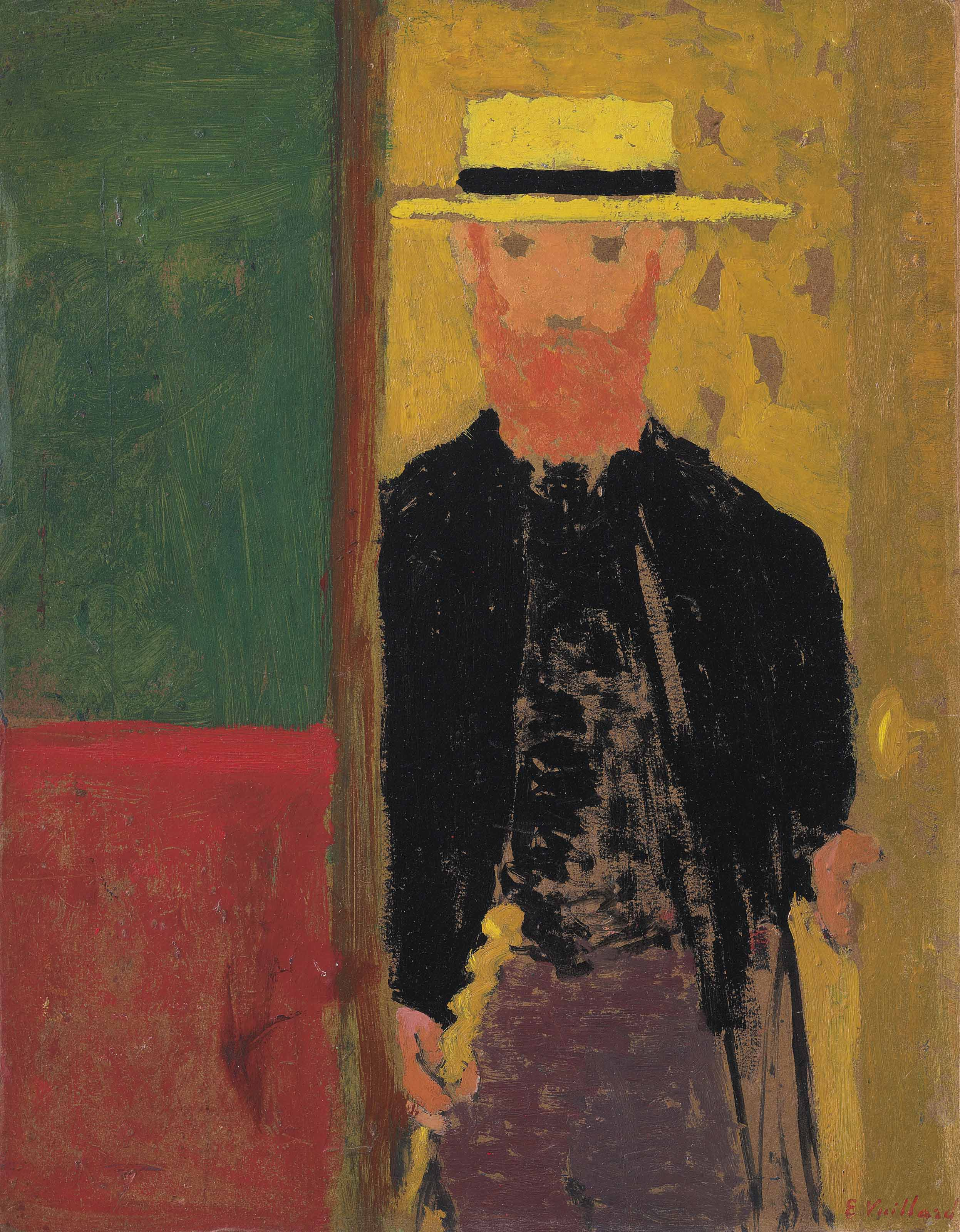
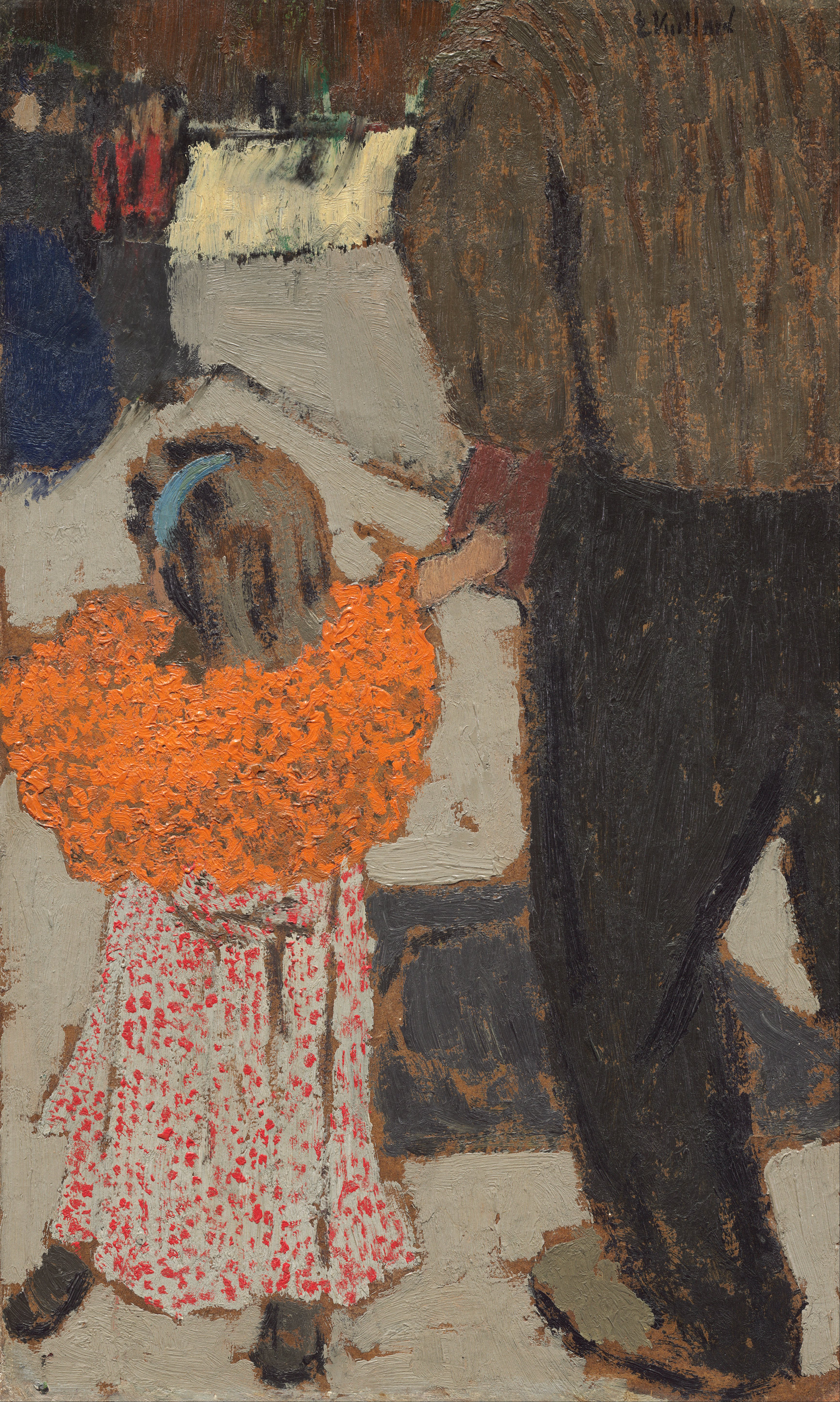